# Кузнеченков, Игорь Николаевич
Игорь Николаевич Кузнеченков (3 января 1966, Великие Луки) — советский и российский футболист, нападающий, защитник, игрок в мини-футбол.

## Биография
Воспитанник школы «Зенит» Ленинград. В 1983—1984 годах провёл семь матчей за году за дублирующий состав «Зенита». В 1984—1986, 1989—1992 годах выступал в низших лигах СССР и России за «Динамо» Ленинград (1984, 1986), «Торпедо» Владимир (1985), «Автоприбор» Октябрьский (1989—1990), «Спартак» Анапа (1991), «Голубая Нива» Славянск-на-Кубани (1991), АПК (1992).
Играл в чемпионате Финляндии за «Миккелин Паллоильят» (1996), низших лигах Чехии за «Глубочки» (1993/94) и УНЕКС и Финляндии за «Сяаксярвен Лойске» Лемпяала (2002).
В чемпионате России по мини-футболу выступал за «Феникс» Челябинск (1992/93), «Галакс» СПб (1993/94, 1994/95), «Зенит» СПб (1995/96), «Койл» Когалым (1998/99), «Единство» СПб (1999/01), «ТТГ-Ява» Югорск (2001), «Политех» СПб (2001/02). В 134 играх забил 33 гола.
В 2009—2010 годах играл за любительский клуб «Царское Село» Пушкин, после чего стал старшим тренером СШ по футболу Пушкинского района Санкт-Петербурга по футболу «Царское Село». Окончил НГУ им. П. Ф. Лесгафта в 1990 году.